# Общество искусства и литературы
Общество искусства и литературы — московская общественная организация русской интеллигенции.

## История
Организация была открыта в 1888 году в Москве, её основателями были режиссёры К. С. Алексеев (Станиславский) и А. Ф. Федотов, художник Ф. Л. Соллогуб, оперный певец и педагог Ф. П. Комиссаржевский. За два года до этого Станиславский уже обсуждал с Комиссаржевским возможность создания места, где любители смогут «испытывать и научно развивать свои силы».

Основные программные задания организации звучали так:

Московское Общество искусства и литературы имеет целью способствовать распространению познаний среди своих членов в области искусства и литературы, содействовать развитию изящных вкусов, а также давать возможность проявлению и способствовать развитию сценических, музыкальных, литературных и художественных талантов. С этой целью Общество содержит, с надлежащего разрешения, драматическо-музыкальное училище, но не иначе, как по утверждении правительством особых для оного правил. Кроме того, Общество может устраивать, с соблюдением общеустановленных правил и распоряжений правительства, сценические, музыкальные, литературные, рисовальные и семейные утра и вечера, выставки картин, концерты и спектакли.

После того как 7 августа 1888 года министр внутренних дел утвердил устав организации, 29 сентября министр просвещения утвердил статут училища при Обществе.

Церемония открытия состоялась 5 ноября 1888 года в отреставрированном здании на Тверской улице 37, в бывшем помещении Пушкинского театра. Первое собрание членов организации было приурочено к 100-летнему юбилею со дня рождения М. С. Щепкина. Станиславский описал открытие общества в своей книге «Моя жизнь в искусстве»: 
Вся интеллигенция была налицо в вечер открытия Общества. Благодарили учредителей его, и меня в частности, за то, что мы соединили всех под одним кровом; нас уверяли, что давно ждали этого слияния артистов с художниками, музыкантами и учёными… Через несколько дней состоялся первый спектакль драматического отдела Общества.
 8 декабря 1888 года прошёл дебютный спектакль общества — «Скупой рыцарь» А. С. Пушкина, «Жорж Данден» Мольера и отрывки из трагедии А. Ф. Федотова «Годуновы». Станиславский исполнял роль барона в «Скупом рыцаре» и Сотанвиля в «Жорже Дандене». 11 декабря 1888 года вниманию зрителей представили «Горькую судьбину» А. Ф. Писемского. Музыкально-драматическое училище работало до 1891 года, однако из-за нехватки средств в скором времени в масштабную программу организации внесли изменения, фактически она превратилась в любительский драматический кружок. В 1888—1889 годах организацией руководил А. Ф. Федотов, в дальнейшем представления давали артисты Малого театра П. Я. Рябов и И. Н. Греков, существенную поддержку оказала Г. Н. Федотова, актриса Малого театра, супруга А. Ф. Федотова.
С начала 1890-х годов организацией руководил Станиславский. При нём из любителей была образована труппа, обладающая профессиональными качествами и осознанием новых целей искусства, о которых Станиславский писал в своих теоретических трудах. Режиссёрский дебют Станиславского состоялся 11 марта 1889 года с одноактной пьесой П. П. Гнедича «Горящие письма». Летом 1890 года общество перебазировалось в небольшое здание на Поварской улице, а в следующем году после пожара представления стали даваться в здании Немецкого клуба на Софийке. 8 февраля 1891 года прошла премьера «Плодов просвещения» Л. Н. Толстого. Самыми успешными представлениями до 1898 года (основания Художественного театра) считаются «Уриэль Акоста» К. Гуцкова, «Отелло» и «Много шума из ничего» Шекспира, «Потонувший колокол» Г. Гауптмана и т. д. В 1898 году большая часть труппы перешла в открытый Станиславским и В. И. Немировичем-Данченко Московский общедоступный художественный театр. После того, как Станиславский и большая часть актёров покинули общество, им стал руководить Н. Н. Арбатов.